# Salvatore Mantione
Salvatore Mantione, né à Milena en 1922, mort à Palerme le 28 décembre 1999, est un homme politique italien.
Membre de la Démocratie chrétienne, il est maire de Palerme de novembre 1978  à juillet 1980.

## Biographie
Né dans une famille paysanne comptant douze enfants, il étudie à Caltanissetta puis obtient à Palerme son diplôme en chimie et en pharmacie. 
Il ouvre au début des années 1960, une pharmacie à Borgo Vecchio. Son affaire se développe jusqu'à l'installer dans de nouveaux locaux, plus grands, sur la via Emerico Amari, et prend la présidence de l'ordre des pharmaciens.
Enrichi, il s'intéresse à la vie politique locale, se rapproche du démocrate chrétien Salvatore Lima, qui possède son secrétariat non loin de là, au 108 via Crispi. Candidat non élu aux élections de 1975, Mantione entre au conseil municipal de Palerme en 1977, à la faveur de la démission d'un conseiller. Quelques mois plus tard, Carmelo Scoma le nomme adjoint à la construction privée. En 1986, il sera accusé d'avoir, dans cette fonction, permis à une société de la famille de Michele Greco, de construire illégalement des villas à Pizzo Sella, près de la réserve naturelle de Capo Gallo.
Alors que les assassinats de Cosa Nostra déciment les personnalités politiques et fonctionnaires siciliens, le conseil mené par Carmelo Scoma doit démissionner, fracturé par des oppositions internes. Face à un impossible accord majoritaire, le chef du groupe DC Giovanni Lapi, est élu mais démissionne deux semaines plus tard. Salvo Lima propose un accord tripartite DC-PSI-PSDI, sans le PRI, ouvert à la collaboration avec le PCI. Ciancimino et de nombreux conseillers DC s'y opposent, y voyant une tentative de contrôle du conseil et du parti par le courant d'Andreotti, tenant en échec Lima à faire élire maire l'un de ses fidèles, Sebastiano Purpura, candidat DC désigné la veille sans vote.
Lima choisit alors Salvatore Mantione, membre de son courant mais considéré comme plus éloigné des jeux de pouvoirs. Il est élu le 13 novembre 1978, avec les voix du DC, du PSI et du PSDI. Durant ses deux années de mandat, il fait face aux protestations des employés de l'Icem (chargé de l'éclairage public de Palerme) et des chauffeurs routiers, ainsi qu'aux réclamations des chômeurs et des démunis réunis autour de Salvatore Raia à Vucciria. 
Son manque d'expérience politique, qui lui avait permis d'être élu maire, dessert son maintien à la tête d'un conseil municipal gangréné par les oppositions permanentes et stériles. Isolé, sans majorité réelle, il gère les affaires courantes jusqu'aux élections de juin 1980, sans prendre la tête de la campagne. Il démissionne le 23 juillet 1980 et quitte la vie politique. 
Il ouvre une nouvelle officine via Ausonia et meurt en 1999.